# Rakotoa
Rakotoa is een geslacht van eenoogkreeftjes uit de familie van de Anchimolgidae. De wetenschappelijke naam van het geslacht is voor het eerst geldig gepubliceerd in 1972 door Humes & Stock.

## Soorten
- Rakotoa ceramensis Humes, 1979
- Rakotoa proteus Humes & Stock, 1972